# Ceres (hành tinh lùn)
Ceres (tiếng Latin: Cerēs) còn gọi sao Cốc Thần hay Cốc Thần Tinh; biểu tượng: ) là hành tinh lùn nhỏ nhất được biết trong Hệ Mặt Trời và là hành tinh lùn duy nhất trong vành đai tiểu hành tinh chính ở khoảng giữa Sao Mộc và Sao Hỏa. Hành tinh lùn này được Giuseppe Piazzi phát hiện vào ngày 1 tháng 1 năm 1801 và được đặt tên theo nữ thần Hy Lạp Ceres – nữ thần của cây cỏ, mùa màng và tình mẫu tử. Trong một nửa thế kỷ, nó được cho là hành tinh thứ 8.
Với đường kính khoảng 950 km (590 mi), Ceres là vật thể lớn nhất và nặng nhất trong vành đai chính, và chiếm 32% tổng khối lượng vành đai chính. Các quan sát gần đây xác định được nó có dạng hình cầu, không giống như hình dạng bất định của các vật thể nhỏ hơn với lực hấp dẫn yếu hơn. Bề mặt của Ceres có thể là một hỗn hợp của băng nước và các khoáng vật hydrat khác nhau như carbonat và sét. Ceres có biểu hiện phân dị thành lõi đá và manti băng. Có thể có đại dương nước lỏng bên dưới bề mặt của nó.
Từ Trái Đất, cấp sao biểu kiến của Ceres vào khoảng 6,7 đến 9,3 và do đó lúc sáng nhất nó vẫn bị rất mờ khi nhìn bằng mắt thường. Vào ngày 27 tháng 9 năm 2007, NASA đã phóng tàu Dawn để thám hiểm Vesta (2011–2012) và Ceres (2015).

## Lịch sử khám phá và đặt tên

### Khám phá

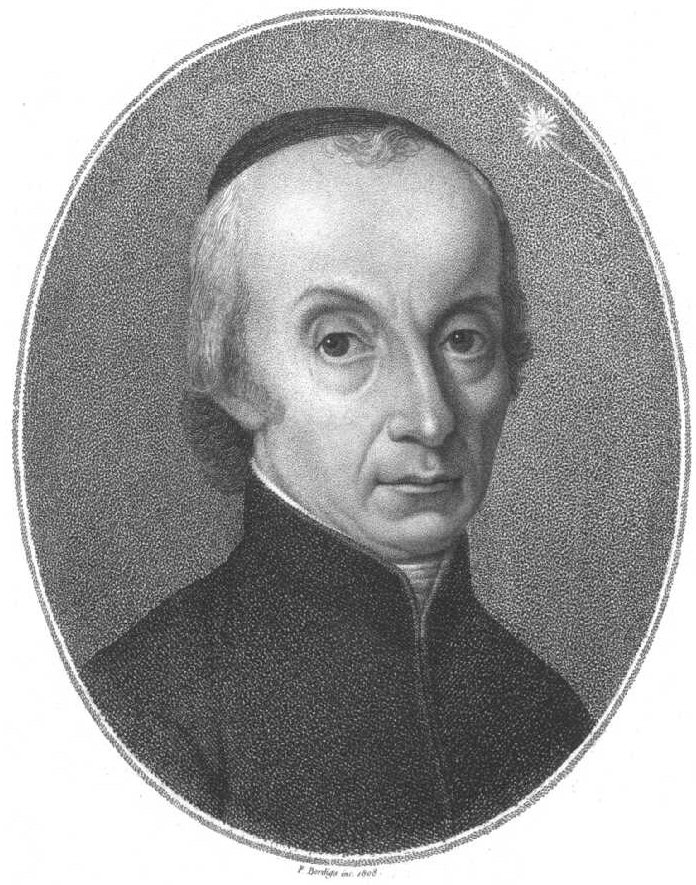
Giuseppe Piazzi, người khám phá ra Ceres

Ý tưởng rằng một hành tinh chưa được phát hiện có thể tồn tại giữa quỹ đạo Sao Hỏa và Sao Mộc được Johann Elert Bode đề xuất đầu tiên vào năm 1772. Đề xuất của ông dựa trên định luật Titius–Bode, một giả thuyết ngày nay không còn được sử dụng do Johann Daniel Titius đưa ra năm 1766, theo đó có một mô hình có quy tắc theo bán trục chính của các hành tinh đã được biết đến chỉ gây nhiễu trong một khoảng không lớn giữa Sao Hỏa và Sao Mộc. Mô hình này được dự đoán có bán trục chính gần bằng 2,8 AU đối với quỹ đạo của các hành tinh bị mất. William Herschel phát hiện ra Sao Thiên Vương vào năm 1781 gần khoảng cách dự đoán cho thiên thể kế tiếp bên cạnh Sao Thổ, điều này làm tăng độ tin cậy của định luật của Titius-Bode. Vào năm 1800, họ đã gửi yêu cầu đến 24 nhà thiên văn học giàu kinh nghiệm để yêu cầu hợp tác và bắt đầu tìm kiếm một cách có phương pháp đối với hành tinh được đề xuất. Dẫn đầu nhóm nghiên cứu là Franz Xaver von Zach, chủ biên của Monatliche Correspondenz, họ không phát hiện ra Ceres, mà chỉ phát hiện ra một số tiểu hành tinh lớn.

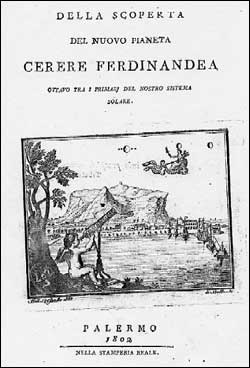
Piazzi's Book "Della scoperta del nuovo pianeta Cerere Ferdinandea" outlining the discovery of Ceres

Giuseppe Piazzi, một linh mục Công giáo làm việc tại Học viện Palermo, Sicily, Ý. Trước khi được công nhận tham gia nhóm 24 nhà thiên văn, Piazzi đã khám phá ra Ceres vào ngày 1 tháng 1 năm 1801. Ông tìm kiếm ngôi sao thứ 87 trong Danh mục các ngôi sao Hoàng đạo của Nicolas Louis la Caille, nhưng ông thấy rằng nó đi qua trước một thiên thể khác.  Ban đầu ông nghĩ nó là một ngôi sao cố định, nhưng ông cho rằng nó là một ngôi sao chuyển động. Piazzi quan sát Ceres tổng cộng trong 24 giờ, lần quan sát cuối cùng vào ngày 11 tháng 2 năm 1801 khi ông bị bệnh tật. Piazzi công bố khám phá của mình vào ngày 24 tháng 1 năm 1801 trong một bức thư mà ông chỉ gửi cho hai đồng hương là nhà thiên văn Barnaba Oriani ở Milan và Johann Elert Bode ở Berlin. Piazzi tuyên bố ngôi sao này là một sao chổi, nhưng vì chuyển động của nó rất chậm và khá đều, tôi đã nhiều lần nghĩ rằng nó có thể là một thứ gì đó hơn là một sao chổi. Vào tháng 4 năm 1801, Piazzi nói đến các quan sát với Oriani, Bode và nhà thiên văn học người Pháp Jérôme Lalande. Thông tin này được xuất bản trên trang Monatliche Correspondenz vào tháng 9 năm 1801.
Cùng lúc đó, vị trí biểu kiến của Ceres bị thay đổi - vì Trái Đất quay quanh Mặt Trời - và nó nằm quá gần ánh sáng Mặt Trời để các nhà thiên văn dễ dàng quan sát. Cho đến cuối năm đó, Ceres lẽ ra sẽ được quan sát trở lại, nhưng sau một thời gian dài như vậy, rất khó để dự đoán được vị trí chính xác của nó. Nhà toán học Carl Friedrich Gauss phát triển một phương pháp xác định quỹ đạo của Ceres. Vài tuần sau, ông dự đoán đường đi của Ceres và gửi các kết quả của ông cho Franz Xaver von Zach. Ngày 31 tháng 12 năm 1801, Franz Xaver von Zach và nhà thiên văn Heinrich W. M. Olbers đã thấy Ceres nằm gần vị trí đã được Gauss dự đoán.
Các nhà quan sát ban đầu chỉ có thể tính toán kích thước Ceres ở cấp sao nhỏ hơn. Herschel đã tính toán đường kính của nó là 260 km vào năm 1802, trong khi vào năm 1811, nhà thiên văn học người Đức Johann Hieronymus Schrötero đưa ra con số 2613 km. Mãi cho đến thập niên 1970, khi dùng phương pháp quang hồng ngoại cho phép đo đạc chính xác hơn về suất phản chiếu của Ceres, các nhà khoa học xác định đường kính của Ceres là 939 km.

### Đặt tên

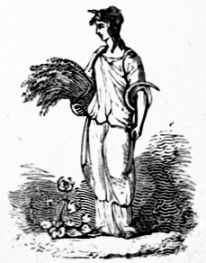
Nữ thần mùa màng Ceres

Piazzi đã đặt tên cho thiên thể mà ông khám phá là Ceres Ferdinandea trong đó Ceres là tên của nữ thần mùa màng trong thần thoại La Mã, có ngôi nhà ở dương thế và cũng có một ngôi đền cổ xưa nhất nằm ở vùng Sicily. Còn Ferdinandea là tên gọi nhằm tôn vinh người bảo trợ của Piazzi, Vua Ferdinand III của Sicily, nhưng sau đó Ferdinandea không được các quốc gia khác chấp nhận và bị loại bỏ. Trước khi Franz Xaver von Zach xác nhận lại Ceres vào tháng 12 năm 1801, Franz Xaver von Zach gọi hành tinh là Hera và Bode gọi nó là Juno. Ngay sau đó, các nhà thiên văn học đã chấp nhận cách đặt tên của Piazzi.
Ceri, một nguyên tố kiềm thổ được phát hiện vào năm 1803, được đặt theo tên của Ceres.

## Quỹ đạo

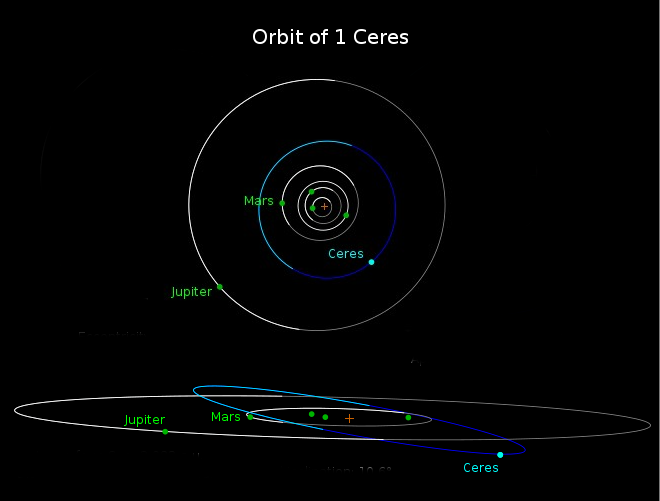
Quỹ đạo Ceres

Ceres quay trên quỹ đạo nằm giữa quỹ đạo của Sao Hỏa và Sao Mộc. Gần nằm chính giữa vành đai tiểu hành tinh, Ceres có chu kỳ quỹ đạo 4,6 năm Trái Đất. So với các hành tinh và hành tinh lùn khác, quỹ đạo của Ceres đều đặn hơn mặc dù không nghiêng nhiều so với của Trái Đất. Độ nghiêng quỹ đạo của Ceres là 10,6° (so với Sao Thủy là 7° và hành tinh lùn Sao Diêm Vương là 17°), độ lệch tâm quỹ đạo của nó là 0,08 (so với Sao Hỏa là 0,09).
Ceres từng được các nhà khoa học nghĩ là một thành viên của họ tiểu hành tinh Gefion, một tập hợp các thành viên san sẻ những phần quỹ đạo giống nhau, gợi ra về nguồn gốc chung thông qua vụ va chạm với tiểu hành tinh trong quá khứ. Ceres sau đó được phát hiện có thành phần khác với các thành viên trong họ tiểu hành tinh Gefion, và dường như chỉ đơn thuần là một vật thể xâm nhập có các phần quỹ đạo tương tự nhưng không cùng chung nguồn gốc. Sự thiếu đi thành phần trong Ceres như một thành viên trong họ Gefion được tin rằng vào thời điểm hình thành của Hệ Mặt Trời, tỷ lệ băng trong thành phần của nó sẽ bị thăng hoa đến khi không còn nữa.

#### Cộng hưởng
Ceres gần như có cộng hưởng quỹ đạo trung bình 1: 1 với Pallas và chu kỳ của chúng thường chênh lệch nhau 0,2%, nhưng không đủ gần so với mốc thời gian lịch sử thiên văn. Bởi khối lượng nhỏ cùng với khoảng cách rất lớn giữa cả hai vật thể, hiếm khi xảy ra cộng hưởng quỹ đạo trên khắp vành đai tiểu hành tinh. Tuy nhiên, Ceres có thể đưa các tiểu hành tinh khác rơi vào mức cộng hưởng quỹ đạo tạm thời 1:1 tối đa 2 triệu năm, có đến khoảng 50 vật thể đã được biết đến có mức cộng hưởng như vậy.

## Chuyển động tự quay và độ nghiêng trục
Chu kỳ tự quay của Ceres là 9 giờ 4 phút, và độ nghiêng trục quay là 4°, đủ bé để các miệng núi lửa trên vùng cực bị chìm vĩnh viễn trong bóng tối, chúng được cho là sẽ hoạt động như bẫy ngưng tụ và tích tụ băng theo thời gian tương tự như trên Mặt Trăng và Sao Thủy. Khoảng 0,14% các phân tử nước thoát hơi khỏi bề mặt, bật lên ba lần trước khi chúng thoát ra ngoài hoặc bị mắc kẹt bên trong bẫy.

## Đặc trưng vật lý

### Kích thước và khối lượng

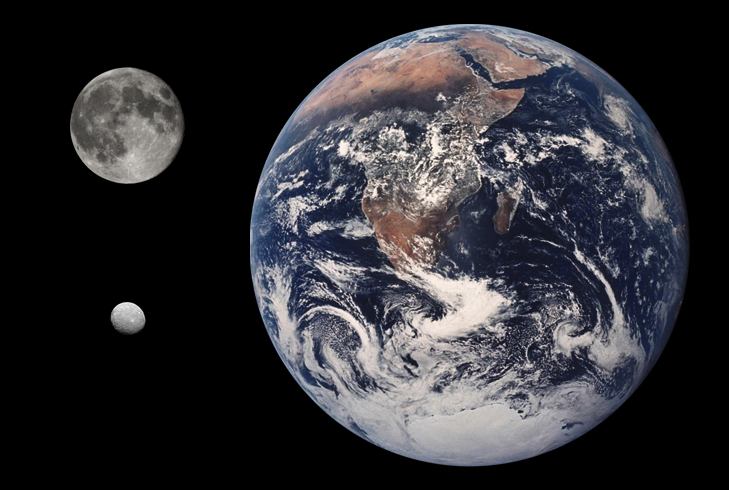
Kích cỡ Ceres so với Mặt Trăng và Trái Đất

Với đường kính khoảng 939 km và khối lượng 9,39×1020 kg, Ceres là thiên thể lớn nhất và nặng nhất trong vành đai tiểu hành tinh. Khối lượng riêng của Ceres là 2,162 ± 0,008 g/cm³,  cho thấy một phần tư khối lượng của nó là nước. Ceres có dạng hình cầu (không như các thiên thể nhỏ hơn với các hình dạng không đều), với đường kính xích đạo lớn hơn vùng cực 8%.
Ceres nặng khoảng 1/3 tổng khối lượng vành đai tiểu hành tinh, và nặng 1,3% khối lượng Mặt Trăng. Nó gần như đạt trạng thái cân bằng thủy tĩnh, dù chưa giải thích sự sai lệch về hình dạng gần cầu. Ceres là hành tinh lùn duy nhất nằm bên trong vành đai tiểu hành tinh giữa Sao Hỏa và Sao Mộc. Nó gần bằng với Orcus, một vật thể nằm bên ngoài Sao Hải Vương. Diện tích của Ceres tương đương với diện tích nước Argentina. Mô hình toán học hiện tại cho rằng đá trên Ceres một phần rất khác biệt, thậm chí có khả năng chứa lõi nhỏ, nhưng dữ liệu phù hợp hơn cho thấy Ceres chứa một lớp manti giàu silicat ngậm nước nhưng lại không có lõi.

### Cấu trúc

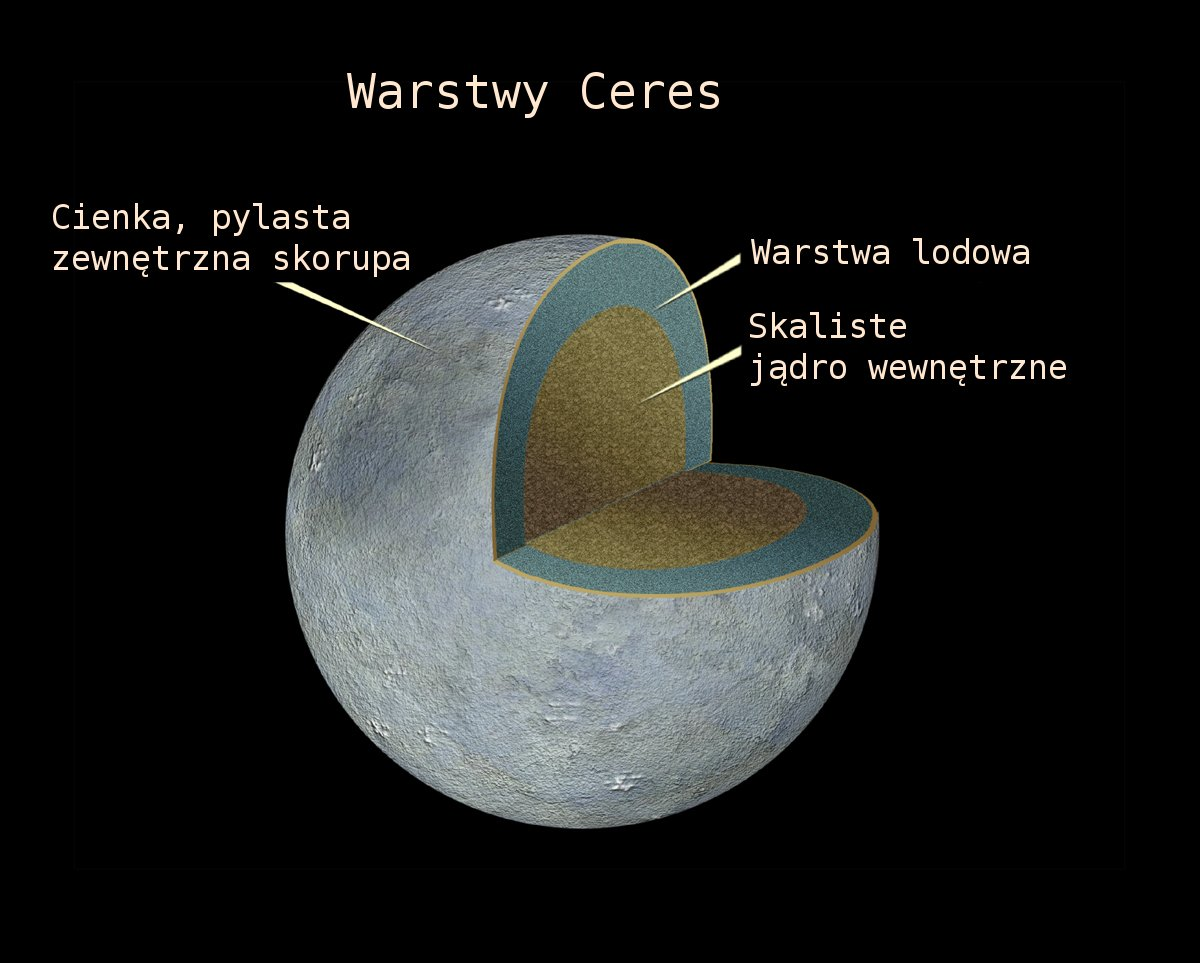
Lõi Ceres

### Bề mặt

#### Cấu Tạo
Bề mặt của Ceres có lẽ cấu tạo bởi hỗn hợp của băng và nhiều loại khoáng vật ngậm nước như các cacbonat và đất sét.

## Khí quyển
Tháng 1 năm 2014, các kết quả quan sát của Kính viễn vọng Herschel thuộc Cơ quan vũ trụ châu Âu chỉ ra rằng trên bề mặt Ceres có dấu hiệu của hơi nước.
 có đường kính không quá 60 km, sản xuất ra khoảng 3 kg nước trong mỗi giây. Hai vùng có khả năng phát ra nước là vùng Piazzi (ở vĩ độ 123° kinh đông và 23° kinh bắc) và vùng Region A (231° kinh đông và 23° kinh bắc), được quan sát trong vùng cận hồng ngoại của Đài thiên văn Keck chỉ định là các vùng tối. Cơ chế có khả năng xảy ra trong việc thoát hơi nước là sự thăng hoa từ lớp băng tiếp xúc tại bề mặt khoảng 0,6 km², sự phun trào núi lửa băng trên Ceres do nội nhiệt phóng xạ, hoặc lớp băng phía trên trở nên dày đặc do sự tăng áp suất trong đại dương ngầm bên dưới bề mặt. Năm 2015, David Jewitt liệt Ceres vào danh sách các tiểu hành tinh hoạt động. Ở khoảng cách tới Mặt Trời khoảng 5 AU, bề mặt băng không ổn định, vì vậy nó được cho là sẽ bốc hơi nếu nó tiếp xúc trực tiếp với bức xạ Mặt Trời. Băng nước có thể di chuyển từ tầng sâu lên đến bề mặt, nhưng sẽ bị thất thoát ra bên ngoài trong thời gian ngắn. Sự thăng hoa trên bề mặt dự kiến sẽ thấp hơn khi Ceres nằm ở điểm viễn nhật trên quỹ đạo, trong khi Ceres phát xạ được phần nội năng sẽ không bị ảnh hưởng bởi vị trí quỹ đạo của nó. Dữ liệu trước đây thích hợp hơn cho việc băng nước bị thăng hoa như sao chổi, dù bằng chứng sau đó từ tàu không gian Dawn cho thấy hoạt động địa chất diễn ra trên Ceres cũng tác động một phần.
Nghiên cứu sử dụng Máy dò tia gamma và neutron (GRaND) của Dawn tiết lộ rằng Ceres làm tăng các electron khi nhận từ gió mặt trời. Giả thuyết được chấp nhận nhiều nhất là các electron này có được là do va chạm giữa gió mặt trời và ngoại quyển mỏng chứa hơi nước của Ceres.
Năm 2017, Dawn xác nhận Ceres dường như có khí quyển chứa hơi nước. Nó được cho là hình thành do các hạt năng lượng từ Mặt Trời tác động vào lớp băng trên bề mặt tiếp xúc của Ceres khiến băng bị bốc hơi thành khí quyển.

## Quan sát và thám hiểm

### Quan sát

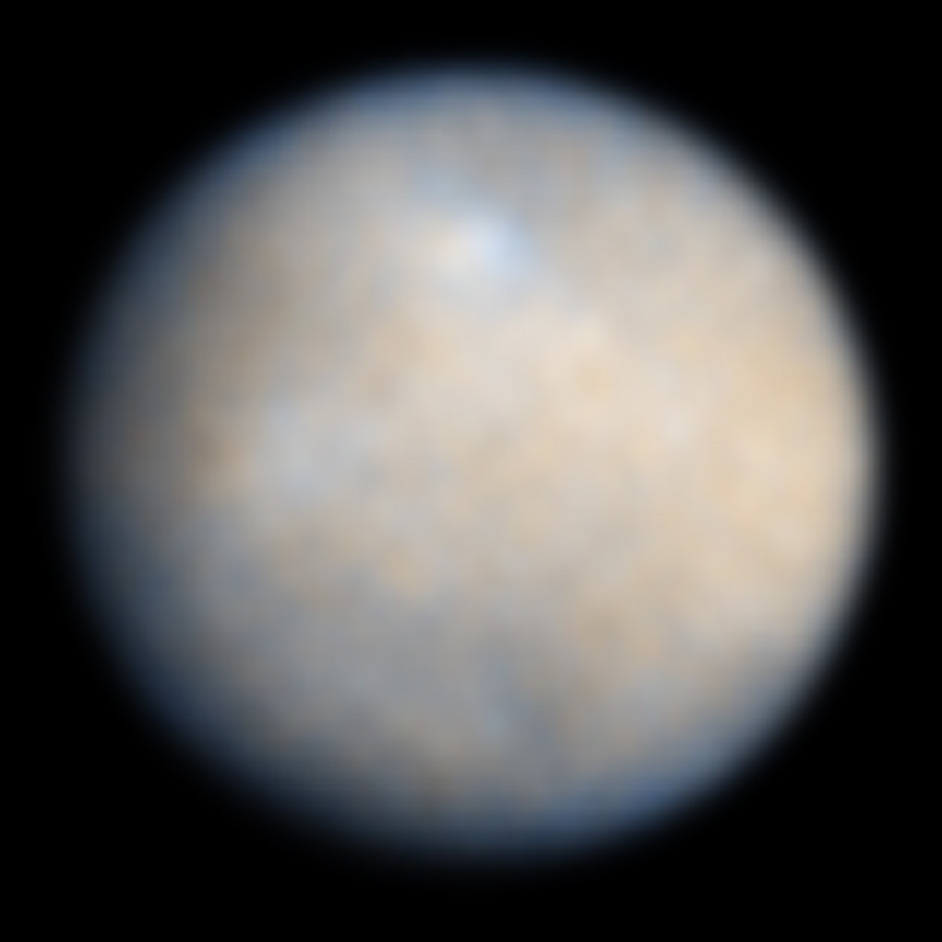
Hình ảnh Hubble nâng cao của Ceres, tốt nhất có được từ Trái Đất, được lấy vào năm 2004

Cấp sao biểu kiến có thể của Ceres đạt +6,7, quá mờ để có thể nhìn thấy bằng mắt thường. Nhưng trong điều kiện quan sát lý tưởng và rất tinh mắt, có thể dễ dàng quan sát nó. Các tiểu hành tinh khác có thể đạt tới cấp sao tương tự là Vesta, Pallas và Iris và khi ở những vị trí xung đối hiếm hoi nằm gần các vùng ngoại tâm của chúng. Khi tập hợp với nhau, độ sáng Ceres lớn khoảng +9,3, tương ứng với những vật thể mờ nhất có thể nhìn thấy bằng ống nhòm ở cường độ 10×50.
Sự kiện Ceres che khuất một ngôi sao được quan sát tại Mexico, Florida và phần ngang vùng biển Caribê vào ngày 13 tháng 11 năm 1984, cho phép đo đạc dễ dàng hơn về kích thước, hình dáng và suất phản chiếu của nó. Ngày 25 tháng 6 năm 1995, Hubble chụp bức ảnh cực tím của Ceres với độ phân giải 50 km. Năm 2002, Đài quan sát Keck sử dụng phương pháp quang học thích nghi chụp được bức ảnh hồng ngoại với phân giải 30 km, trong bức ảnh này Ceres trông như một quả cầu màu nâu với những đốm tối và đốm sáng có màu xanh.
Những bức ảnh sử dụng ánh sáng khả kiến mà Hubble chụp vào các năm 2003 và 2004 đã chỉ ra 11 đặc trưng trên bề mặt, bản chất của chúng vẫn chưa biết đến. Trong số 11 đặc trưng này giống với miệng núi lửa Piazzi. Năm 2012, những bức ảnh hồng ngoại gần đã được Đài thiên văn Keck chụp bằng cách sử dụng quang học thích nghi, cho thấy các đặc trưng sáng tối chuyển động theo chiều tự quay của Ceres. Hai đặc trưng tối có dạng tròn và có thể đó là các miệng núi lửa. Một trong số chúng có vùng sáng ở trung tâm, còn một vùng khác được xác định chính là Piazzi.

### Thám hiểm
Năm 1981, một đề xuất về phi vụ tiểu hành tinh đã được đệ trình lên Cơ quan Vũ trụ Châu Âu (ESA). Được đặt tên là AGORA, tàu vũ trụ này phóng vào một thời gian nào đó của năm 1990–1994 và thực hiện hai chuyến bay qua các tiểu hành tinh lớn. Vật thể chính mà phi vụ này thám hiểm là Vesta. AGORA sẽ tiếp cận Vesta bằng cách lợi dụng lực hấp dẫn từ Sao Hỏa hoặc dùng động cơ ion cỡ nhỏ. Nhưng phi vụ này sau đó đã bị ESA từ chối. Tiếp đó một phi vụ tiểu hành tinh do NASA-ESA hợp tác với nhau điều khiển, mang tên MAOSEP, thăm dò các tiểu hành tinh bao gồm Vesta. NASA cho biết họ không mấy quan tâm đến phi vụ thăm dò tiểu hành tinh. Thay vào đó, ESA thực hiện một cuộc nghiên cứu mang tính công nghệ về tàu vũ trụ với ổ đĩa ion. Thập niên 1980, những phi vụ khác tới vành đai tiểu hành tinh đã được đề xuất bởi Pháp, Đức, Ý và Hoa Kỳ, nhưng không có phi vụ nào được chấp nhận.

#### Phi vụ Dawn

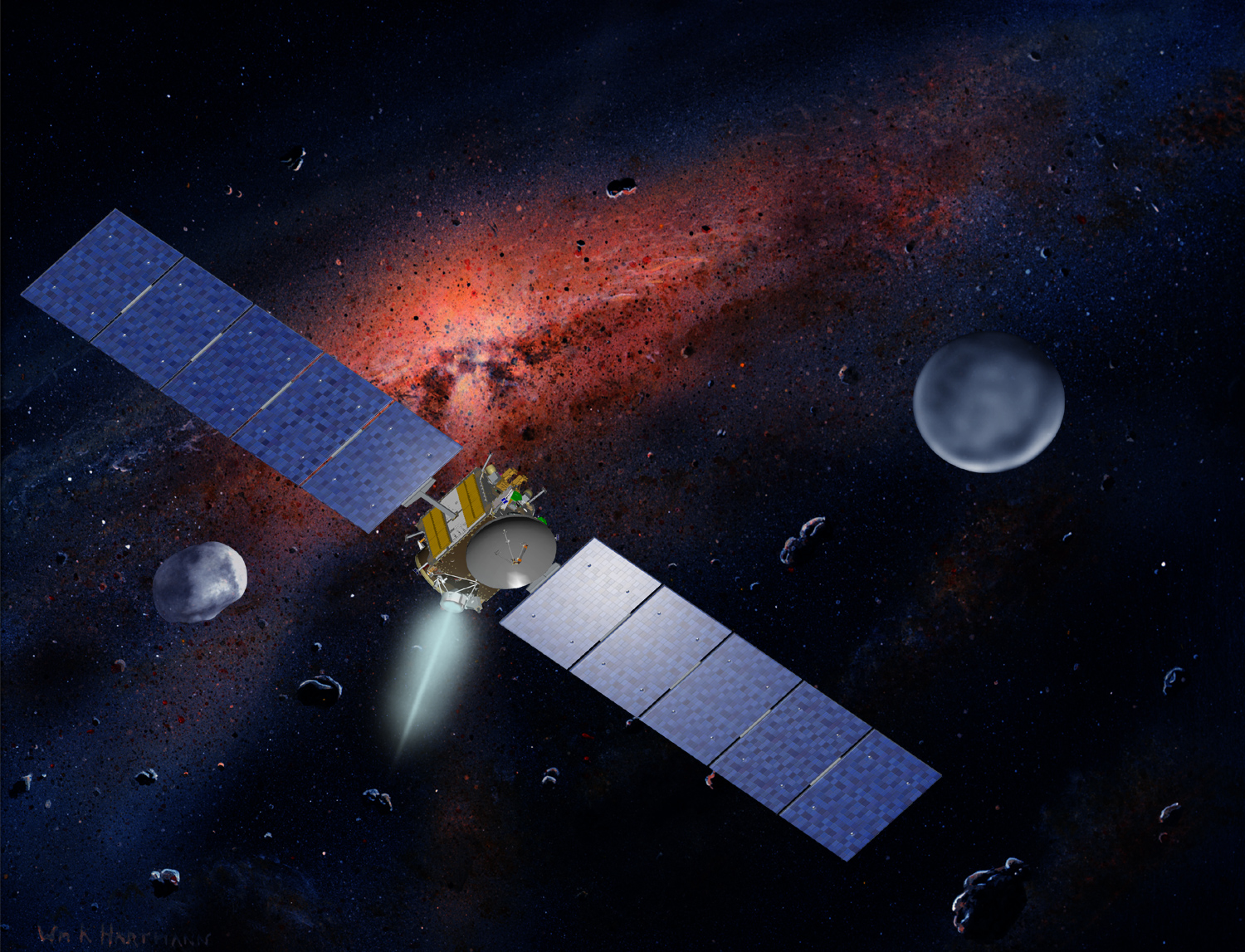
Ảnh minh họa về tàu vũ trụ Dawn đi từ Vesta đến Ceres.

Đầu thập niên 1990, NASA đã khởi xướng Chương trình Discovery, dự định sẽ có một loạt các phi vụ khoa học với chi phí thấp. Năm 1996, nhóm nghiên cứu thuộc chương trình đã đề xuất một phi vụ khám phá vành đai tiểu hành tinh bằng cách sử dụng tàu vũ trụ với sử dụng động cơ ion. Nguồn vốn cho chương trình này vẫn còn nhiều nan giải trong gần một thập kỷ. Nhưng mãi đến năm 2004, tàu vũ trụ Dawn đã vượt qua được cuộc bình phẩm thiết kế quan trọng.
Dawn được phóng vào ngày 27 tháng 9 năm 2007, là phi vụ không gian đầu tiên đến thăm Vesta hoặc thậm chí cả Ceres. Ngày 3 tháng 5 năm 2011, Dawn chụp được bức ảnh đầu tiên về Vesta khi nó cách tiểu hành tinh này 1,2 triệu km. Sau khi quay quanh Vesta trong vòng 13 tháng, Dawn sử dụng động cơ ion của mình để tiếp tục khởi hành đến hành tinh lùn Ceres, cách nhau 61.000 km vào ngày 6 tháng 3 năm 2015, bốn tháng trước khi tàu vũ trụ New Horizons bay qua Sao Diêm Vương.
Thiết bị đo đạc trên tàu vũ trụ gồm một máy ảnh định hình, một quang phổ kế hồng ngoại và khả kiến, một máy dò tia gamma và neutron (GRaNDs). Những thiết bị này được sử dụng để xác định hình dạng và thành phần của Ceres. Ngày 13 tháng 1 năm 2015, khi Dawn tiếp cận gần với Ceres, tàu vũ trụ đã chụp những bức ảnh đầu tiên với độ phân giải gần giống Hubble, tiết lộ về các miệng núi lửa và một số đốm nhỏ nằm ở độ cao lớn trên bề mặt, gần giống với vị trí đã được quan sát trước đó.

Hình ảnh động về quỹ đạo của Dawn xung quanh Ceres từ ngày 1 tháng 2 năm 2015 đến ngày 6 tháng 10 năm 2018
Dawn·
Ceres

## Bản đồ
Thời gian hoạt động của Dawn xung quanh Ceres kéo dài 3 năm, cho phép lập bản đồ gần như toàn bộ bề mặt của nó.
| Bản đồ không hoàn chỉnh của Ceres với màu sắc trung thực (Hình elip; HAMO; tháng 3 năm 2016)                                                   |
| Bản đồ ảnh đen trắng của Ceres, có tâm ở kinh độ 180°, với danh pháp chính thức (tháng 9 năm 2017)                                             |
| Ceres, vùng cực (tháng 11 năm 2015): Bắc (trái); Nam (bên phải). Cực Nam chìm trong bóng tối. "Ysolo Mons" đã được đổi tên thành "Yamor Mons." |